# جو دورا
جو دورا (انگلیسی: Joe Devera؛ زادهٔ ۶ فوریهٔ ۱۹۸۷) بازیکن فوتبال اهل بریتانیا است.
از باشگاه‌هایی که در آن بازی کرده‌است می‌توان به باشگاه فوتبال پورتسموث، باشگاه فوتبال بورم‌وود، باشگاه فوتبال سوئیندون تاون، باشگاه فوتبال نورتوود، و باشگاه فوتبال بارنت اشاره کرد.